# Rafael Aranda i Quiles
Rafael Aranda i Quiles   (Olot, 12 de maig de 1961) és un arquitecte català, membre i fundador de l'estudi RCR Arquitectes, juntament amb Ramon Vilalta i Carme Pigem.

## Biografia
És fill d'una família que va emigrar de Villanueva de Tapia (Màlaga, Andalusia) a la capital de la Garrotxa el 1959. La mare era obrera d'una fàbrica i el pare, un paleta que invertia tots els caps de setmana a construir obres casolanes.
El 1987 va obtenir el títol d'arquitecte per l'Escola Tècnica Superior d'Arquitectura del Vallès. Juntament amb els seus companys d'estudi, el 2017 va rebre el prestigiós Premi Pritzker, considerat el Nobel de l'arquitectura. Recentment, han guanyat els concursos del museu-taller Mas Miró, a Mont-roig del Camp; la mediateca Waalse Krook, a Gant, i el centre d'art i disseny La Cuisine, a Nègrepelisse.